# Truyền thông Hàn Quốc
Truyền thông Hàn Quốc bao gồm các loại hình truyền thông công cộng: Báo hình (truyền hình), báo nói (phát thanh), báo giấy (báo và tạp chí), báo điện tử (các website internet).
Nền báo chí hiện đại ở Triều Tiên bắt đầu từ cuối thế kỷ 19. Ngay từ đầu, báo chí Triều Tiên đã có tính cải tổ và tính dân tộc nhưng phải đối mặt với sự kiểm soát chính trị và những kiểm duyệt ngặt nghèo trong suốt thế kỷ 20.